# Lipsanoteca de Brescia

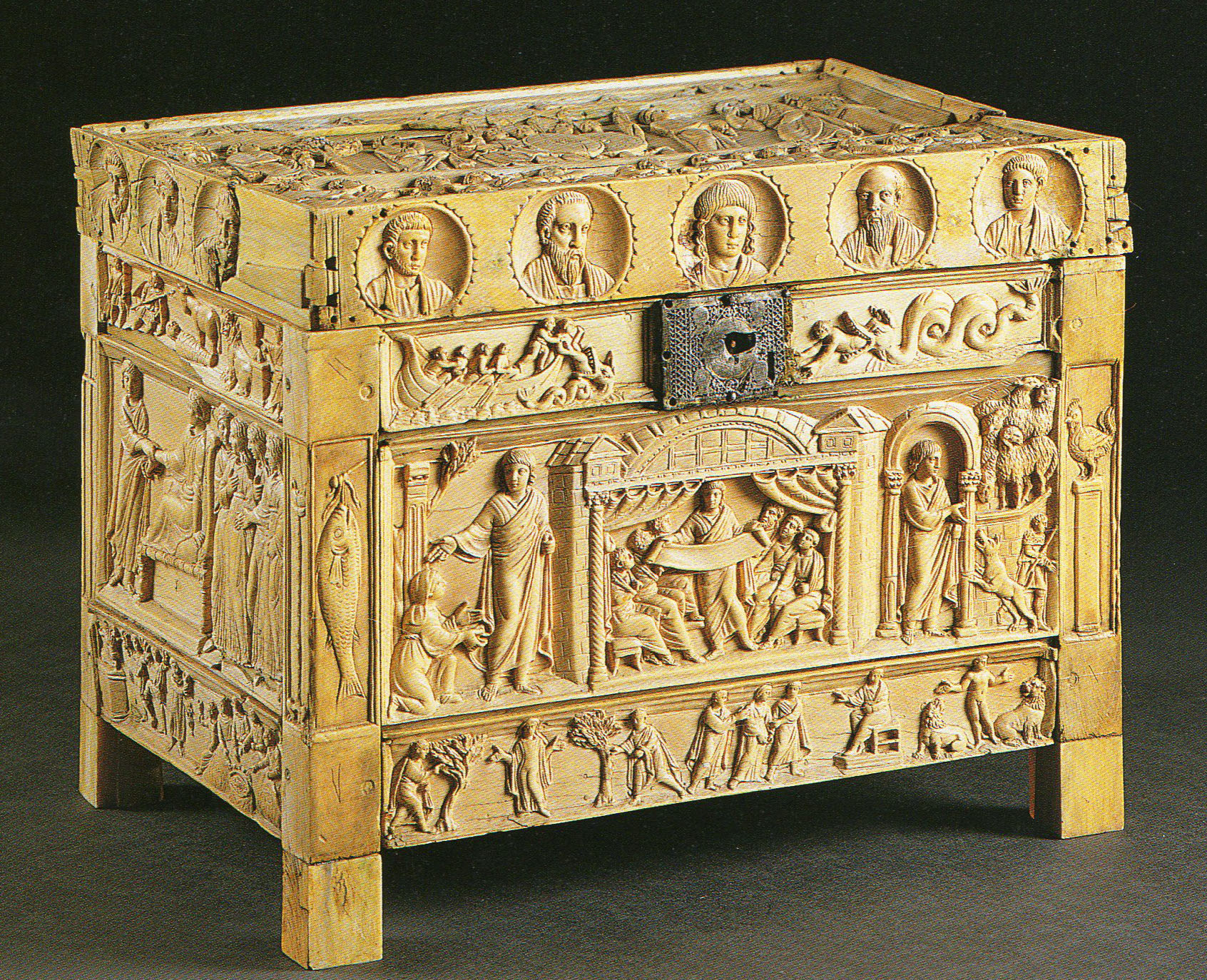
Lipsanoteca de Brescia

A Lipsanoteca de Brescia, também chamada Caixão de Brescia, ou Relicário de Brescia, é uma caixa de marfim, talvez um relicário, do final do século IV, que está agora no Museo di Santa Giulia em San Salvatore em Brescia, Itália. É uma sobrevivência praticamente única de uma caixa de marfim cristã primitiva completa em boas condições.
É um dos testemunhos mais preciosos da arte iconográfica cristã primitiva em marfim, gravado com trinta e sete imagens bíblicas que também o tornam um testemunho muito interessante para o estudo da evolução da teologia cristã durante os primeiros séculos da propagação da nova religião.

## História

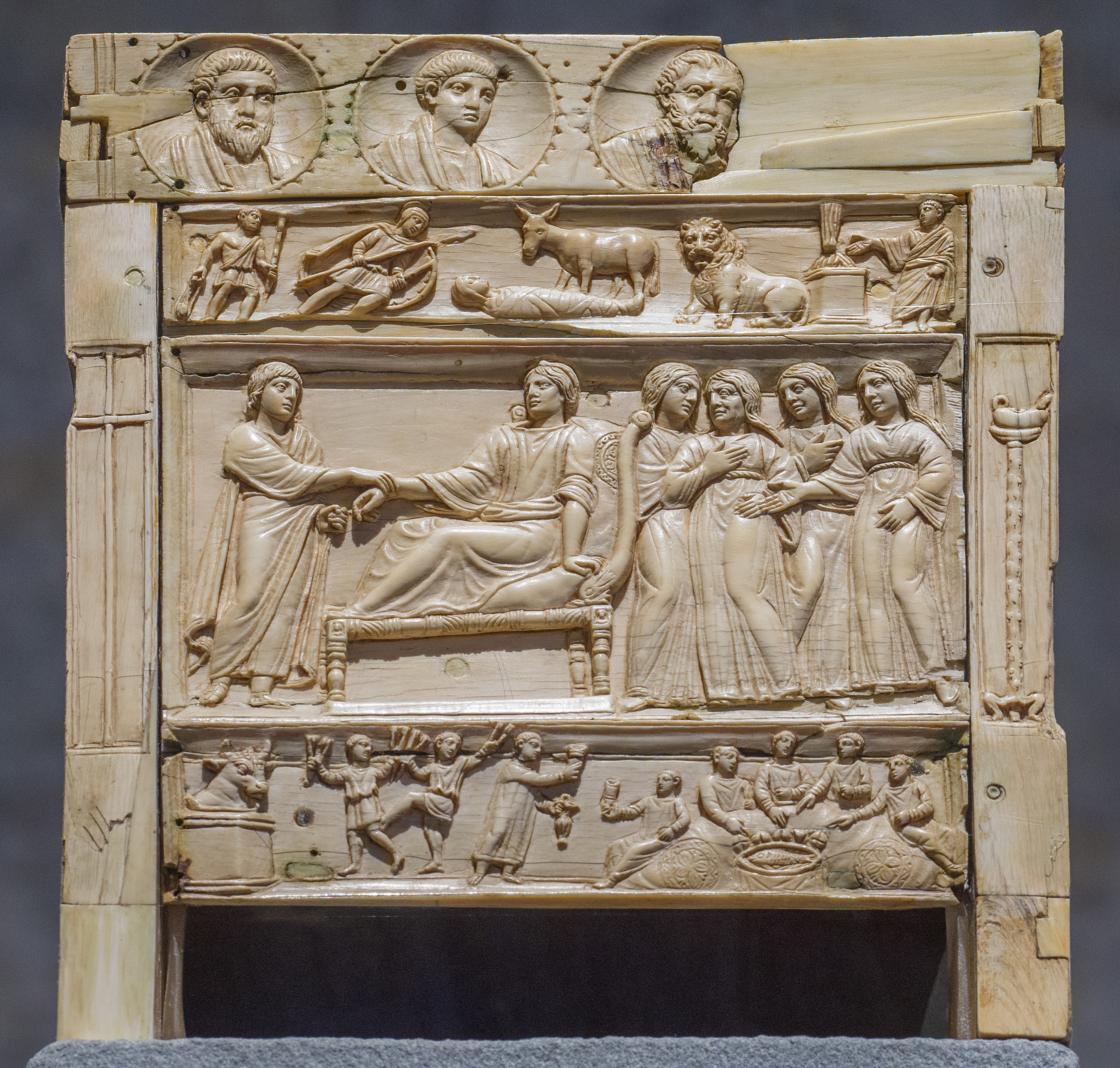
O lado esquerdo. Veja abaixo os assuntos.

A caixa foi feita por uma oficina do norte da Itália, provavelmente em Milão, onde Santo Ambrósio era bispo, e se envolveu em uma luta contra a heresia ariana. Milão tem sido considerada o lugar de origem mais provável, que foi ainda mais fortalecido depois que as insígnias nos escudos dos soldados foram identificadas como as de uma unidade da Guarda Palatina, estacionada em Milão no final do século IV, quando Milão era a residência habitual da corte imperial. A Notitia Dignitatum na Biblioteca Bodleiana, em Oxford, registra esses projetos. Uma teoria, discutida abaixo, identifica a data muito precisamente para logo após 386, quando Ambrósio liderou com sucesso a população ortodoxa em um confronto com a corte imperial de tendência ariana. Também foi sugerido que foi usado para as relíquias de Gervásio e Protásio, dois santos mártires romanos milaneses cujos restos mortais foram transladados (desenterrados e movidos) no tempo de Ambrósio, como registrado em uma carta sua. Esta foi uma das primeiras traduções registradas. A placa de bloqueio de prata é mais tarde, provavelmente do século VIII, e mais tarde dobradiças de metal foram removidas em 1928.
Não se sabe quando entrou na guarda do convento de São Salvador, Brescia, mas pode muito bem ter sido logo depois de ter sido fundado em 753 por Desidério, último dos Reis lombardos.  Qualquer que fosse sua função original, foi usado como relicário na Idade Média, e foi referido em documentos do mosteiro como o "sepulcro de marfim", possivelmente porque continha uma pedra retirada do túmulo vazio, na Igreja do Santo Sepulcro em Jerusalém. Desempenhou um papel especial na liturgia pascal do convento, quando no início da Vigília Pascal foi aberto e os conteúdos exibidos à congregação.
Em 1798, com a supressão do convento após a invasão napoleônica, foi transferido para a Biblioteca Queriniana, a principal biblioteca de Bréscia, e em 1882 transferido para o museu que, após algumas mudanças, desde 1999 ocupa parte da antiga casa conventual da caixa. Em algum momento durante este período foi desmontado e os painéis exibidos dispostos em um tabuleiro formando uma forma de cruz com uma moldura. A caixa foi restaurada e remontada em 1928.

## Descrição

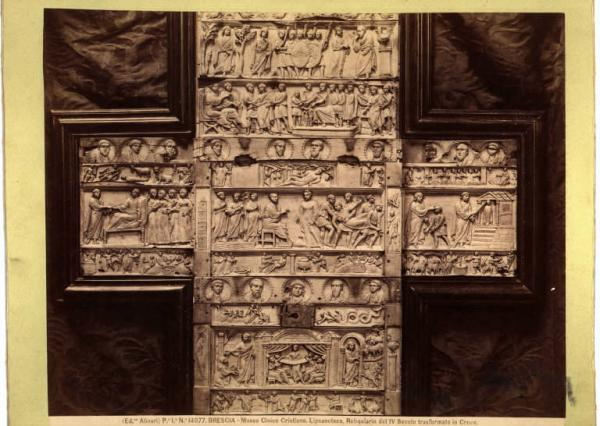
A Lipsanoteca de Brescia desmontada e emoldurada, como era exibida antes de 1928

O formato da estrutura é retangular, com cinco faces, quatro lados e uma tampa, mantida unida por uma estrutura interna de madeira de nogueira, substituída quando ele foi devolvido ao seu formato adequado em 1928, quando os atuais pés curtos de marfim também foram adicionados. Numerosas placas de marfim esculpidas são anexadas à estrutura, carregando a decoração, com a maioria das zonas de decoração em suas próprias placas individuais. A estrutura mede 22 centímetros (8,7 pol) de altura, 32 centímetros (13 pol) de largura e 25 centímetros (9,8 pol) de profundidade.
O caixão é coberto com uma profusão de pequenas cenas religiosas esculpidas em relevo de marfim, extraídas do Velho e Novo Testamentos.  A tampa, que pode ser considerada a face mais importante de uma pequena caixa como esta, tem os maiores relevos, com cinco cenas da Paixão de Cristo em dois registros, e um pequeno registro superior com um friso de pássaros.
Todos os quatro lados seguem um desenho com um registro do meio contendo assuntos relativamente grandes do Novo Testamento. Acima e abaixo disso há registros mais estreitos com cenas do Antigo Testamento, e nos cantos finas imagens verticais, apenas uma contendo uma figura humana, o resto objetos simbólicos. A parte superior das faces laterais é finalizada com um registro, na verdade as laterais da tampa, de bustos de figuras masculinas em molduras redondas levemente achatadas. Faltam dois. Teria havido um total de 17 originalmente, com cinco na frente, quatro nas costas e quatro, agora faltando um, de cada lado. Um jovem Jesus sem barba é acordado para ocupar o centro do painel frontal, e ele provavelmente está cercado pelos Doze Apóstolos, com São Paulo substituindo Judas, fazendo 13. Santos Pedro e Paulo presumem-se serem os dois homens mais velhos com longas barbas flanqueando Jesus. As quatro cabeças restantes, presumivelmente as da face de trás, poderiam ser os Quatro Evangelistas, o que significaria repetição de súditos, ou outros santos. .
A seleção de incidentes foi pensada por muito tempo para não seguir um programa específico, embora Delbrueck em sua monografia de 1939 tenha sido capaz de mostrar que a maioria das cenas, incluindo muitas das raras, retratavam eventos cobertos nas leituras lecionário para o período de Quaresma e Páscoa que foram usadas em Milão no tempo de Ambrósio,  sobre os quais temos uma quantidade razoável de informações dos escritos sobreviventes de Ambrósio.
No entanto, estudos recentes propuseram que o caixão de fato mostra um programa coerente e cuidadosamente pensado, compreendendo cenas do Antigo e do Novo Testamento, embora os objetivos subjacentes a isso tenham sido interpretados de forma diferente.  Muitas das cenas são muito raramente retratadas na arte sobrevivente, e várias tiveram novas identificações propostas nas últimas décadas.
A identificação de muitas das cenas permanece incerta, com novas identificações tendo sido propostas apenas recentemente, e nem todas as identificações concordaram entre, por exemplo, Watson em 1981, Tkacz em 2001 e Bayens em 2004. As identificações primárias aqui seguem Watson, às vezes mencionando alternativas. As anotações de Watson resumem a maioria, mas não todas as outras identificações. Por exemplo, a cena no painel traseiro que Watson chama de Chamado de André e Pedro por Jesus, que ela admite ser um assunto raro não conhecido em uma composição semelhante, é chamada de Transfiguração de Cristo por Tkacz, seguida por Bayens e vários revisores.  Essa também seria uma representação incomum, embora de um assunto muito mais comum. A principal diferença na leitura da imagem é se as linhas onduladas em que as figuras estão representam nuvem ou água. Todos os três autores são capazes de relacionar o assunto que escolheram com suas diferentes interpretações do esquema geral de decoração.

### Tampa
|                                            | \| friso de pássaros, com redes ou tecido[17][17] \| \| \| \| \| \| \| Jesus no Jardim de Getsêmani \| Jesus no Jardim de Getsêmani \| Prisão de Jesus \| Prisão de Jesus \| Negação de Pedro, com galo cantando \| Negação de Pedro, com galo cantando \| \| Julgamento de Jesus no Sinédrio \| Julgamento de Jesus no Sinédrio \| Julgamento de Jesus no Sinédrio \| Pôncio Pilatos "lavando as mãos" no julgamento de Jesus \| Pôncio Pilatos "lavando as mãos" no julgamento de Jesus \| Pôncio Pilatos "lavando as mãos" no julgamento de Jesus \| |                                 |                                                         |                                                         |                                                         |
| friso de pássaros, com redes ou tecido[17] | |                                 |                                                         |                                                         |                                                         |
| Jesus no Jardim de Getsêmani               | Jesus no Jardim de Getsêmani | Prisão de Jesus                 | Prisão de Jesus                                         | Negação de Pedro, com galo cantando                     | Negação de Pedro, com galo cantando                     |
| Julgamento de Jesus no Sinédrio            | Julgamento de Jesus no Sinédrio | Julgamento de Jesus no Sinédrio | Pôncio Pilatos "lavando as mãos" no julgamento de Jesus | Pôncio Pilatos "lavando as mãos" no julgamento de Jesus | Pôncio Pilatos "lavando as mãos" no julgamento de Jesus |

### Frente
| Apóstolo | Apóstolo | Apóstolo – Pedro? | Apóstolo – Pedro? | Jesus | Apóstolo – Paulo? | Apóstolo – Paulo? | Apóstolo | Apóstolo |

| Peixe | Jonas engolido pela baleia             | Jonas engolido pela baleia             | Jonas engolido pela baleia             | Fechadura prateada com motivos geométricos | Fechadura prateada com motivos geométricos | Jonas lançado pela baleia              | Jonas lançado pela baleia  | Jonas lançado pela baleia  | Galo |
| Peixe | Jesus curando a mulher com sangramento | Jesus curando a mulher com sangramento | Cristo ensinando na sinagoga de Nazaré | Cristo ensinando na sinagoga de Nazaré     | Cristo ensinando na sinagoga de Nazaré     | Cristo ensinando na sinagoga de Nazaré | Parábola da Ovelha Perdida | Parábola da Ovelha Perdida | Galo |
| Peixe | Susana e as testemunhas                | Susana e as testemunhas                | Julgamento de Susana                   | Julgamento de Susana                       | Julgamento de Susana                       | Julgamento de Susana                   | Daniel na cova dos leões   | Daniel na cova dos leões   | Galo |

### Lado Direito
| (faltando} | Apóstolo | Apóstolo | Apóstolo | Apóstolo | Apóstolo | Apóstolo |

| Tree | Moisés no Monte Horeb            | Moisés no Monte Horeb            | Morte dos Sete Mártires Macabeus | Morte dos Sete Mártires Macabeus | Moisés recebendo as Doze Tábuas | Moisés recebendo as Doze Tábuas | Balança |
| Tree | Jesus curando o cego de nascença | Jesus curando o cego de nascença | Jesus curando o cego de nascença | Ressurreição de Lázaro           | Ressurreição de Lázaro          | Ressurreição de Lázaro          | Balança |
| Tree | Jacó e Raquel no poço            | Jacó e Raquel no poço            | Jacó Luta Com o Anjo             | Jacó Luta Com o Anjo             | Escadas de Jacó                 | Escadas de Jacó                 | Balança |

### Lado Esquerdo
| Apóstolo | Apóstolo | Apóstolo | Apóstolo | Apóstolo | Apóstolo | (faltando) |

| Cruz | Davi matando Golias            | Davi matando Golias         | Morte do Homem de Deus<     | Morte do Homem de Deus<  | Jeroboão I no Altar de Betel | Jeroboão I no Altar de Betel | Candelabro |
| Cruz | Ressurreição da filha de Jairo |                             |                             |                          |                              |                              | Candelabro |
| Cruz | Adoração do Bezerro de Ouro    | Adoração do Bezerro de Ouro | Adoração do Bezerro de Ouro | Festa do Bezerro de Ouro | Festa do Bezerro de Ouro     | Festa do Bezerro de Ouro     | Candelabro |

### Fundo
| Apóstolo, evangelista ou santo | Apóstolo, evangelista ou santo | Apóstolo, evangelista ou santo | Apóstolo, evangelista ou santo | Apóstolo, evangelista ou santo | Apóstolo, evangelista ou santo | Apóstolo, evangelista ou santo | Apóstolo, evangelista ou santo |

| Torre | Susana como Orante                                | Susana como Orante                                | Jonas deitado sob a cabaça             | Jonas deitado sob a cabaça             | Daniel e o dragão      | Daniel e o dragão      | Enforcado, provavelmente Judas |
| Torre | Jesus chamando André e Pedro, ou a Transfiguração | Jesus chamando André e Pedro, ou a Transfiguração | Julgamento de Ananias e Safira; Safira | Julgamento de Ananias e Safira; Safira | Ananias sendo levado   | Ananias sendo levado   | Enforcado, provavelmente Judas |
| Torre | Descoberta de Moisés                              | Descoberta de Moisés                              | Moisés mata o egípcio                  | Moisés mata o egípcio                  | Festa na Casa de Jetro | Festa na Casa de Jetro | Enforcado, provavelmente Judas |

## Comparações

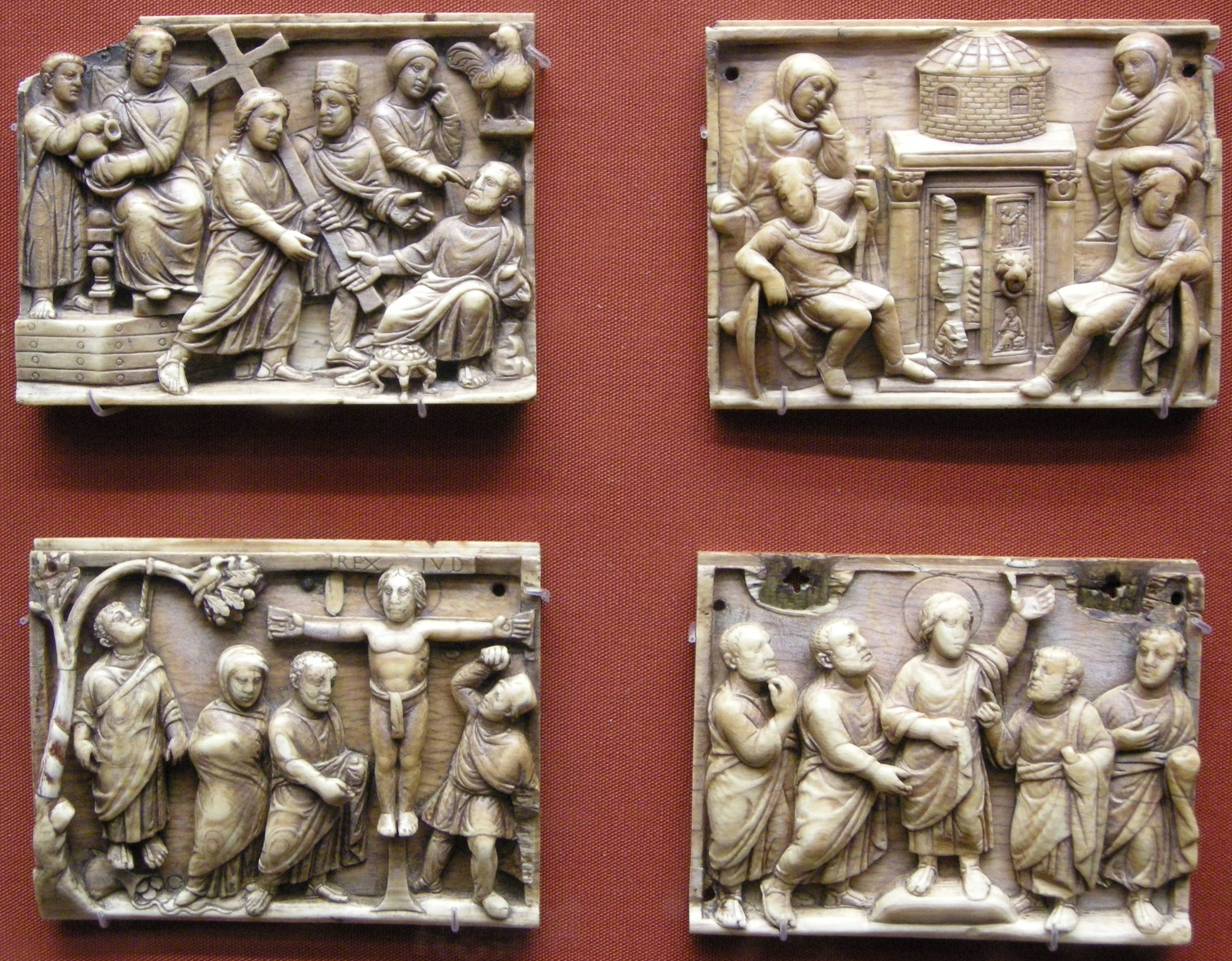
Quatro lados de uma lipsanoteca com cenas da Paixão de Cristo, Roma, c. 420-430

Provavelmente, a comparação direta mais próxima com o Lipsanoteca de Brescia é o Lipsanoteca de Samagher, encontrado em uma condição fragmentária sob o chão de uma igreja na Ístria em 1906, que tem menos cenas, e aquelas mais convencionais. Outra lipsanoteca menor, agora desmontada, com quatro cenas da Paixão de Cristo está no Museu Britânico, que também é a casa da maioria dos painéis do muito mais tarde em uma lipsanoteca anglo-saxã, a Urna de Franks (um painel está no Museu Nacional do Bargello, Florença).